# ビール/ビエンヌ
ビール / ビエンヌ（標準ドイツ語：Biel、スイスドイツ語：Biu（ビーウ）、フランス語：Bienne）は、スイス、ベルン州の都市。
この都市は言語の境界線に位置し、2カ国語が公用語である。ドイツ語の地名ビールとフランス語の地名ビエンヌの両方が表記される。2005年1月1日より、公式名はBiel/Bienneとなった。
ジュラ山脈の最初の山並みの裾に位置し、この地域で唯一実際にジュラ山脈とのつながりを守っている。市の北東岸はビール湖で、湖の東端を近隣の都市ニーダウと分け合っている。ヌーシャテル、ゾロトゥルン、ベルンはビールから電車、自動車でも30分以内の距離にある。

## 歴史
市の原型は、ケルト人がこの地方に住み着いた時から辿られる。当時定住地の名はベレヌス（Belenus）と呼ばれていた。次にやってきたのは古代ローマ人であった。町となったのは11世紀で、1275年には特権を授けられた。
ビール/ビエンヌは数百年間、バーゼル司教の管轄権にあるままだった。1279年、ビールはベルンと同盟を結び、1352年にはそれが恒久的となった。ビール/ビエンヌ住民と、バーゼルの改革的な司教との間には幾度もの対立が起こった。1798年、ビール/ビエンヌはフランス軍に征服された。ナポレオン・ボナパルトが退位すると、町は1815年にベルン州の一部となった。
ビールは、かつてジュラ州が創設されたとき州都となるよう依頼されたが、ベルン州に残った。

## 言語
およそ60％がドイツ語を話し、およそ40％がフランス語を話す。市は公式に2カ国語を公用語としていて、スイス最大のバイリンガル都市である。近年、市は賢明にもその言語上の利点と経済的な有益性を利用し、スイスの『コミュニケーションの都市』となり、市周辺にコールセンターを開設するなど雇用を拡大している。加えて、市とその周辺では、できた製品を世界中へ常に輸出している伝統産業が確立されている。

## 見どころ
ビール/ビエンヌの中心には、1451年完成のゴシック様式教会がある。市庁舎は1534年に完成した。

## スポーツ
サッカークラブFCビール/ビエンヌの本拠地である。
2017年からはWTAツアー大会レディース・オープン・ビール・ビエンヌが開催されている。

## ビジネス
市とその近郊自治体は精密機械・超小型電子部品、高く専門化した製品の着想と生産を機械類と器具、製品に適応させた物を世界中に輸出している。スイス製時計は非常によく知られており、市や近辺にある時計ブランドは評判が高い。
- ロレックス　-　設立以来、ビール/ビエンヌの中心部で機械部品と機械装置を作り続けている。
- スウォッチ・グループ　-　グループ本部、特にオメガとスウォッチが同様に本部を置く。

## 出身人物
- ロベルト・ヴァルザー：作家
- モーリッツ・ロイエンベルガー：政治家・弁護士
- フランソワ・アフォルター：サッカー選手
- ニコラ・トデスキーニ：フィギュアスケート選手
- アーレス：プロレスラー
- アンリエット・グランダ：写真家

## 姉妹都市
- イーザーローン, ドイツ

## ギャラリー

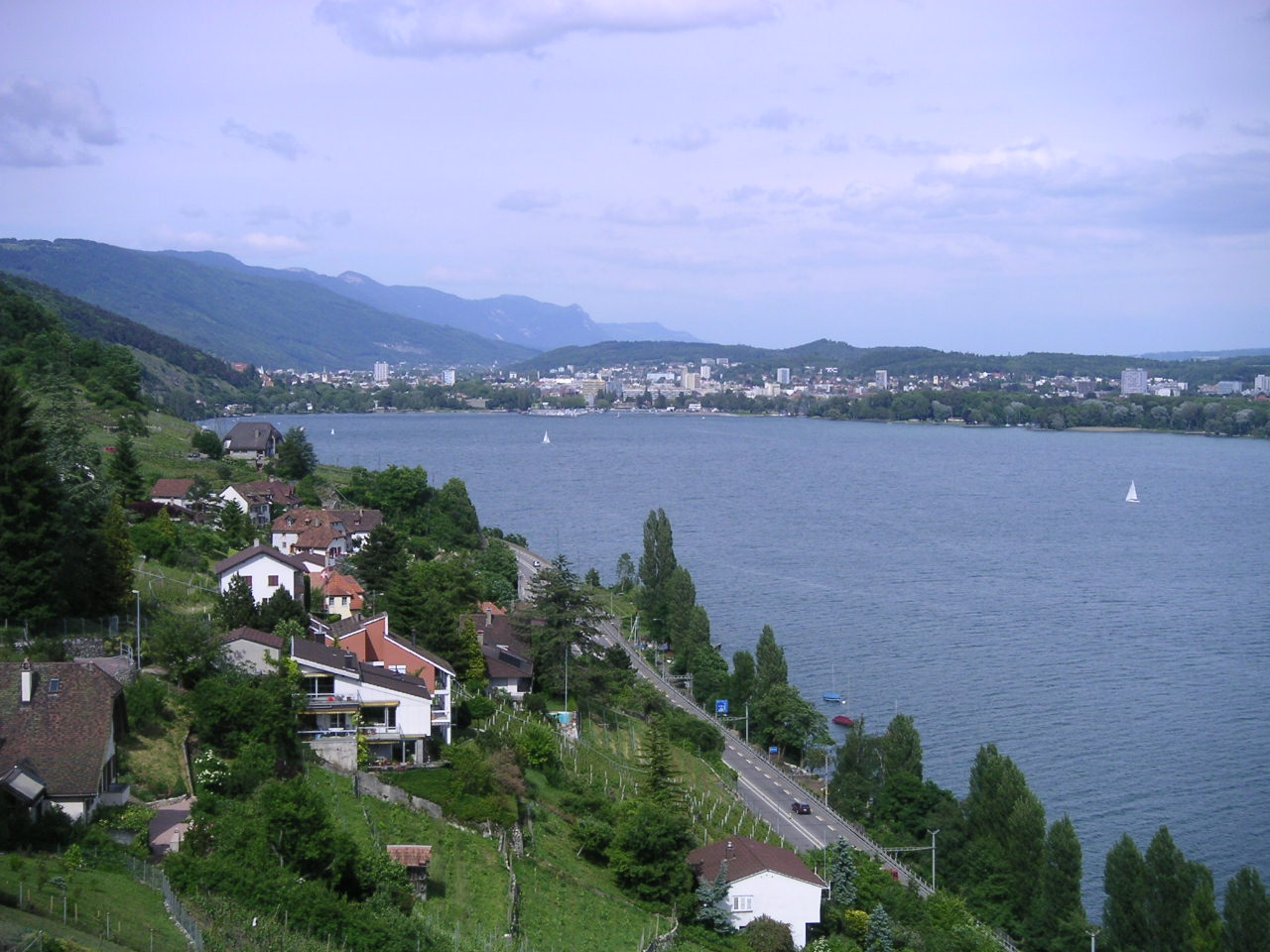
ビール湖
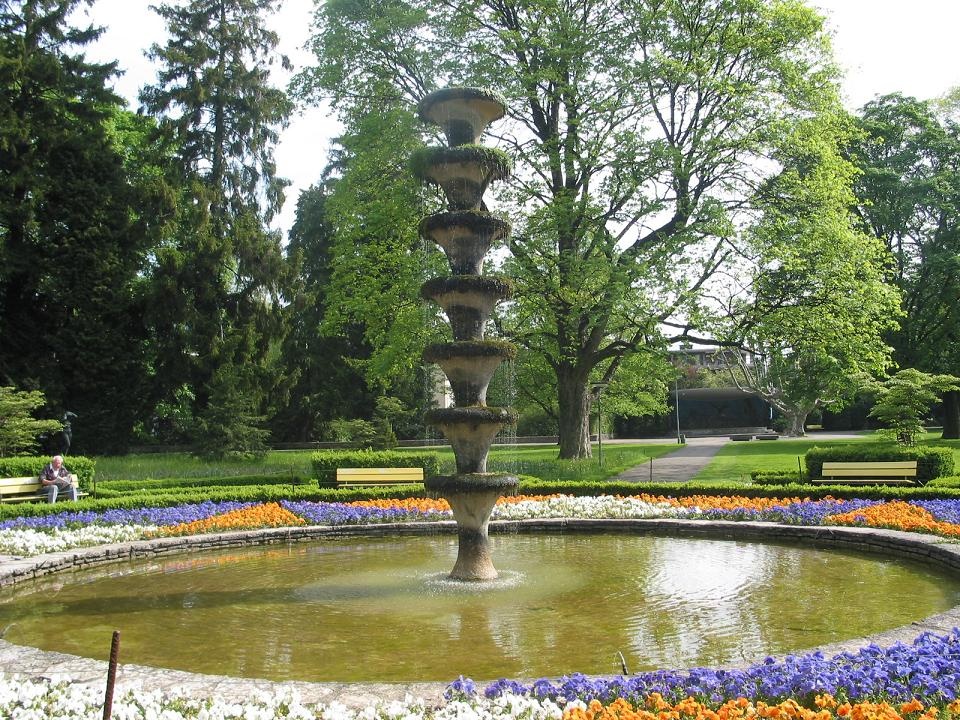
公園
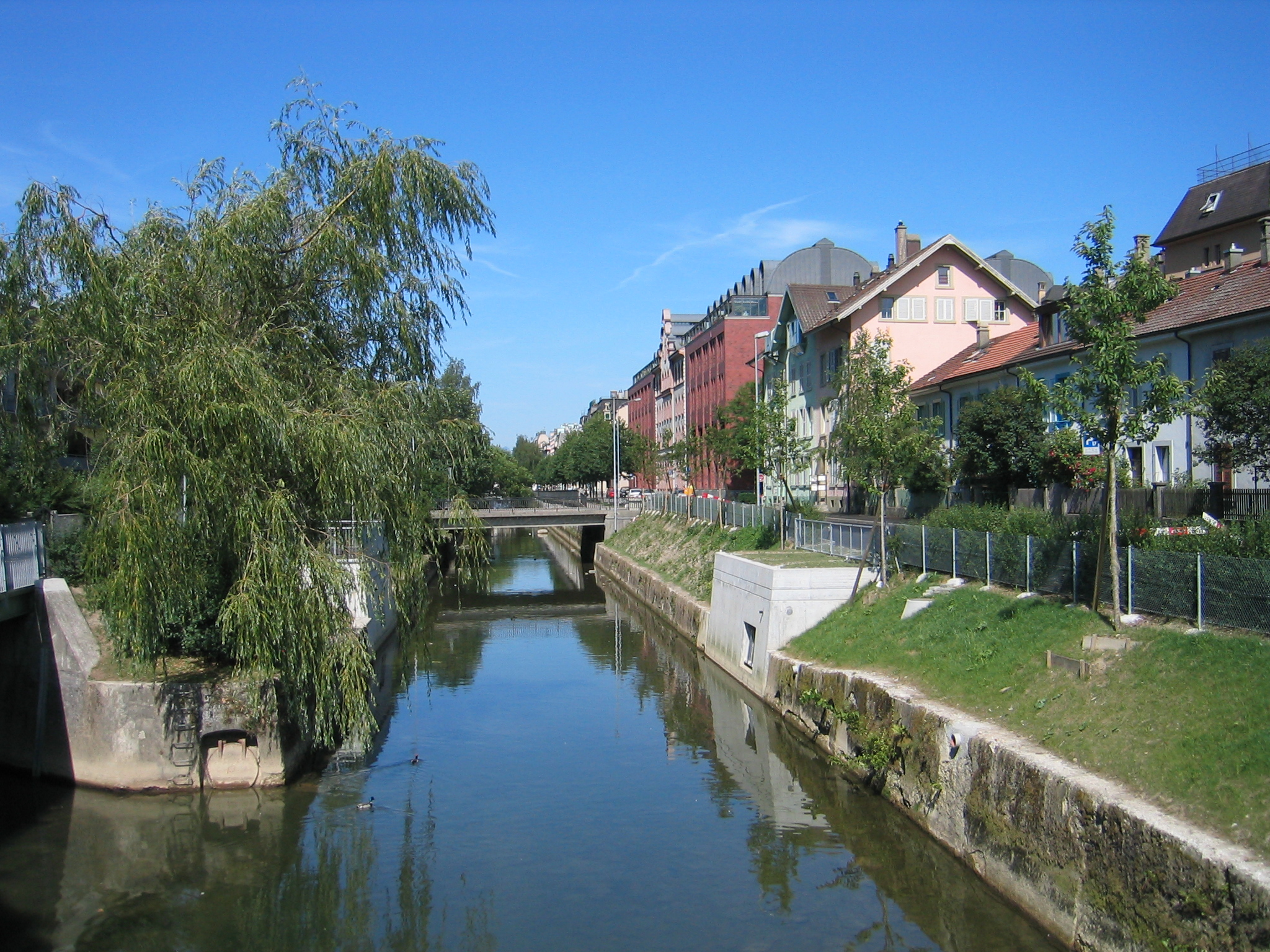
シュズ川
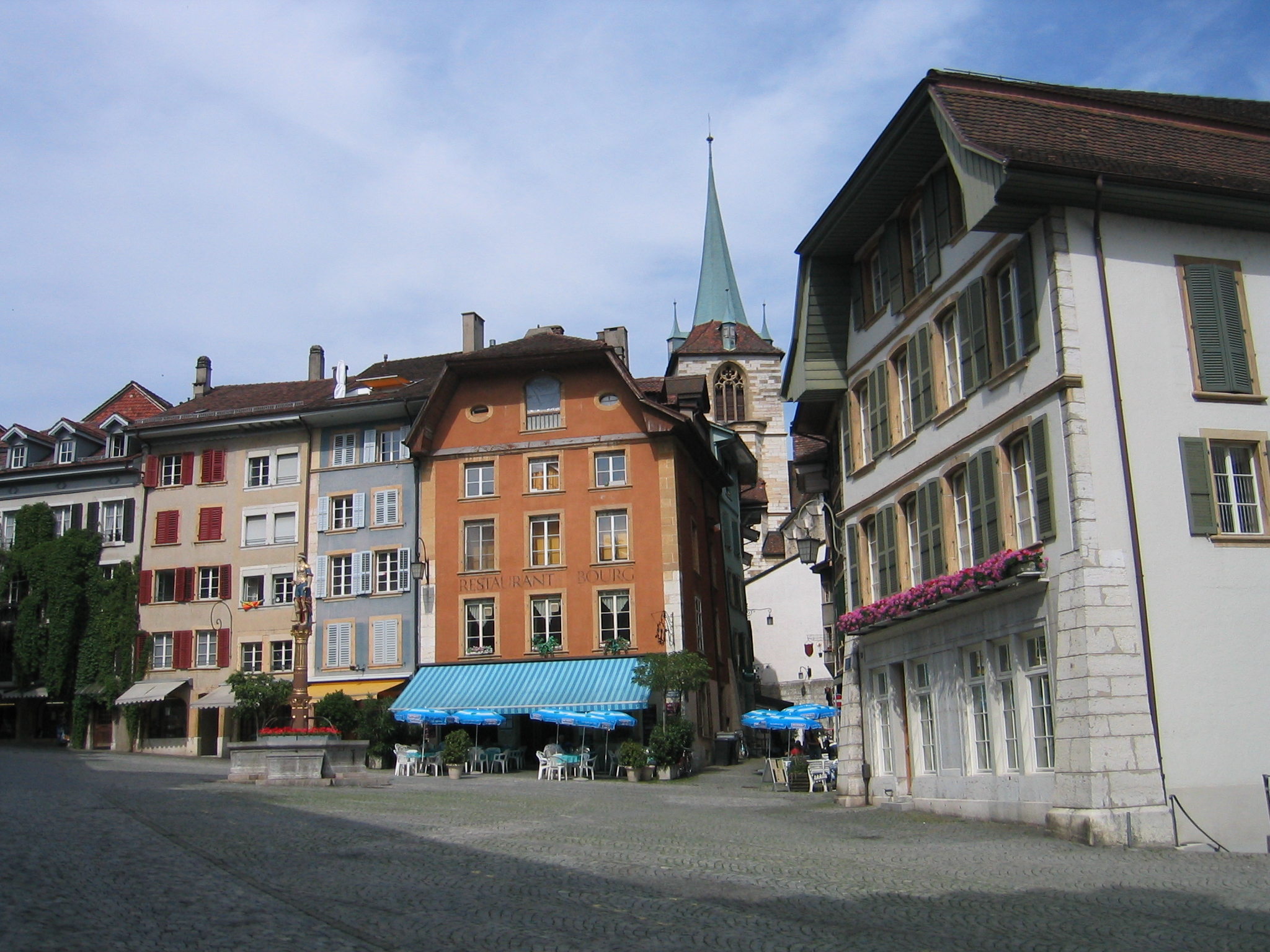
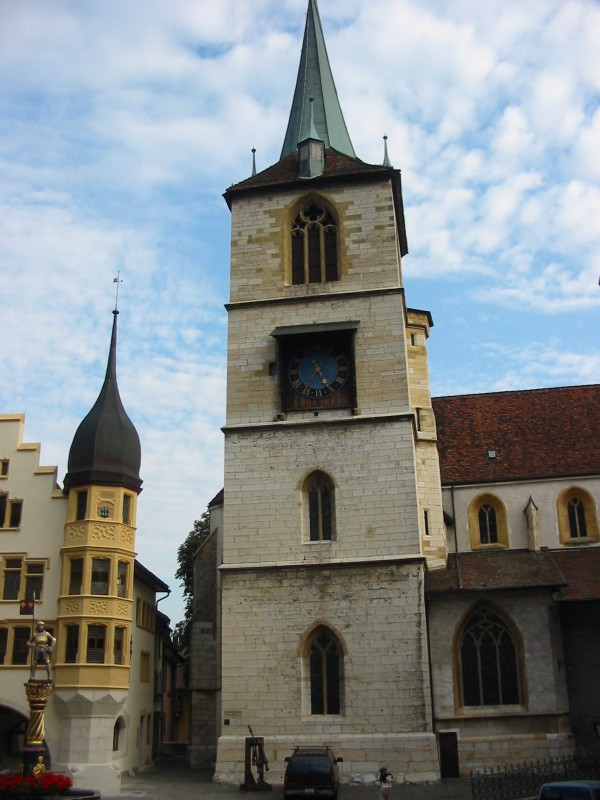
Place du Ring
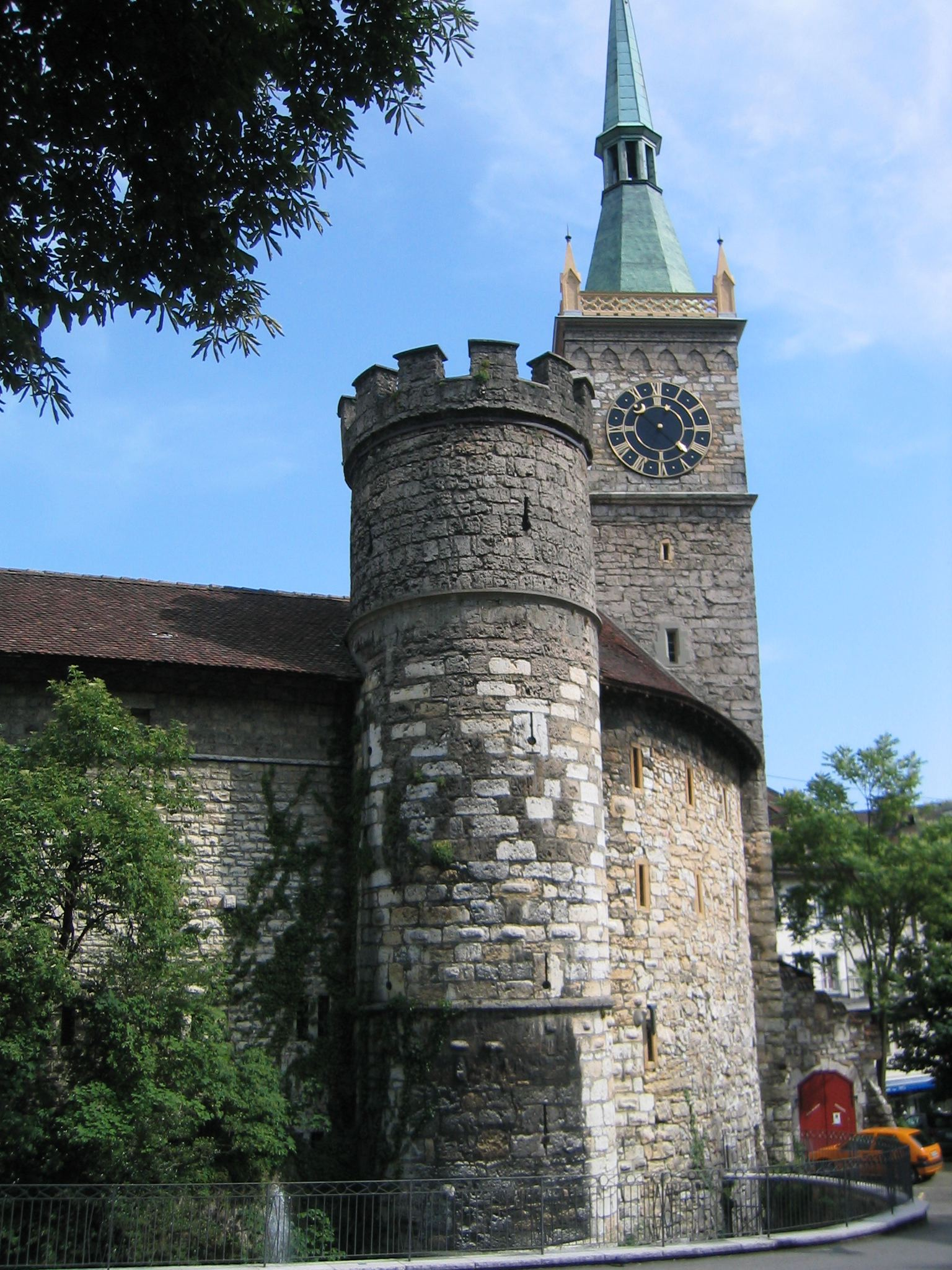
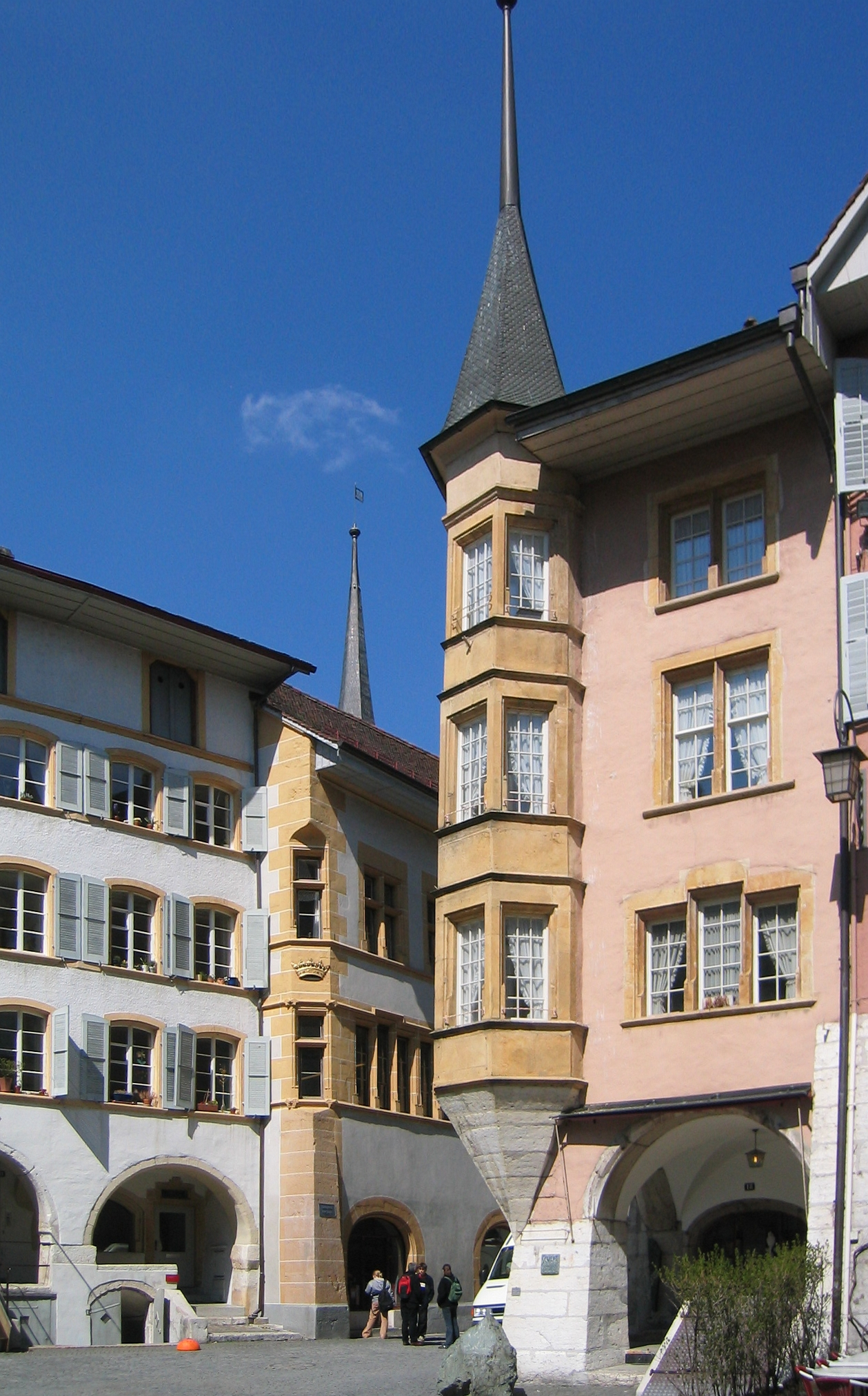
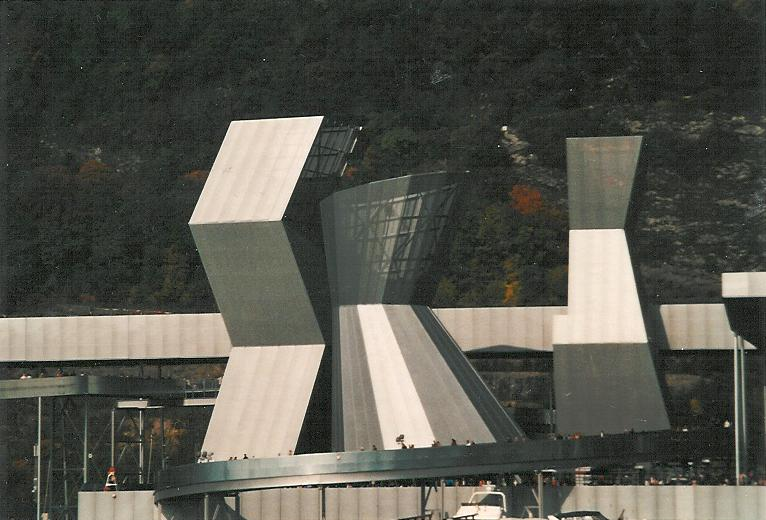